# Australochelidae
Famille
Les Australochelidae sont une famille éteinte de tortues.
Les espèces la constituant étaient présentes en Amérique du Sud à la fin du Trias et en Afrique au début du Jurassique. Elles possédaient des dents palatines.

## Liste des genres
- genre Australochelys Gaffney & Kitching, 1994
- genre Palaeochersis  Rougier, de la Fuente & Arcucci, 1995

## Publication originale
- (en) Eugene Gaffney et James W. Kitching, « The most ancient African turtle », Nature, NPG et Springer Science+Business Media, vol. 369, no 6475,‎ mai 1994, p. 55-58 (ISSN 1476-4687 et 0028-0836, OCLC 01586310, DOI 10.1038/369055A0).